# Paul Ibenthaler
Paul Ibenthaler (* 18. Juni 1920 in Lörrach; † 2. März 2001 in Eichsel, Stadt Rheinfelden (Baden), Landkreis Lörrach) war ein deutscher Maler, Bildhauer und Autor. Rund 2500 Werke, die im Besitz der am 1. April 1993 gegründeten Paul-und-Regina-Ibenthaler-Stiftung sind, werden seit 2009 in zweimal jährlich stattfindenden Ausstellungen im Paul-Ibenthaler-Haus in Lörrach der Öffentlichkeit zugänglich gemacht.

## Leben und Werk

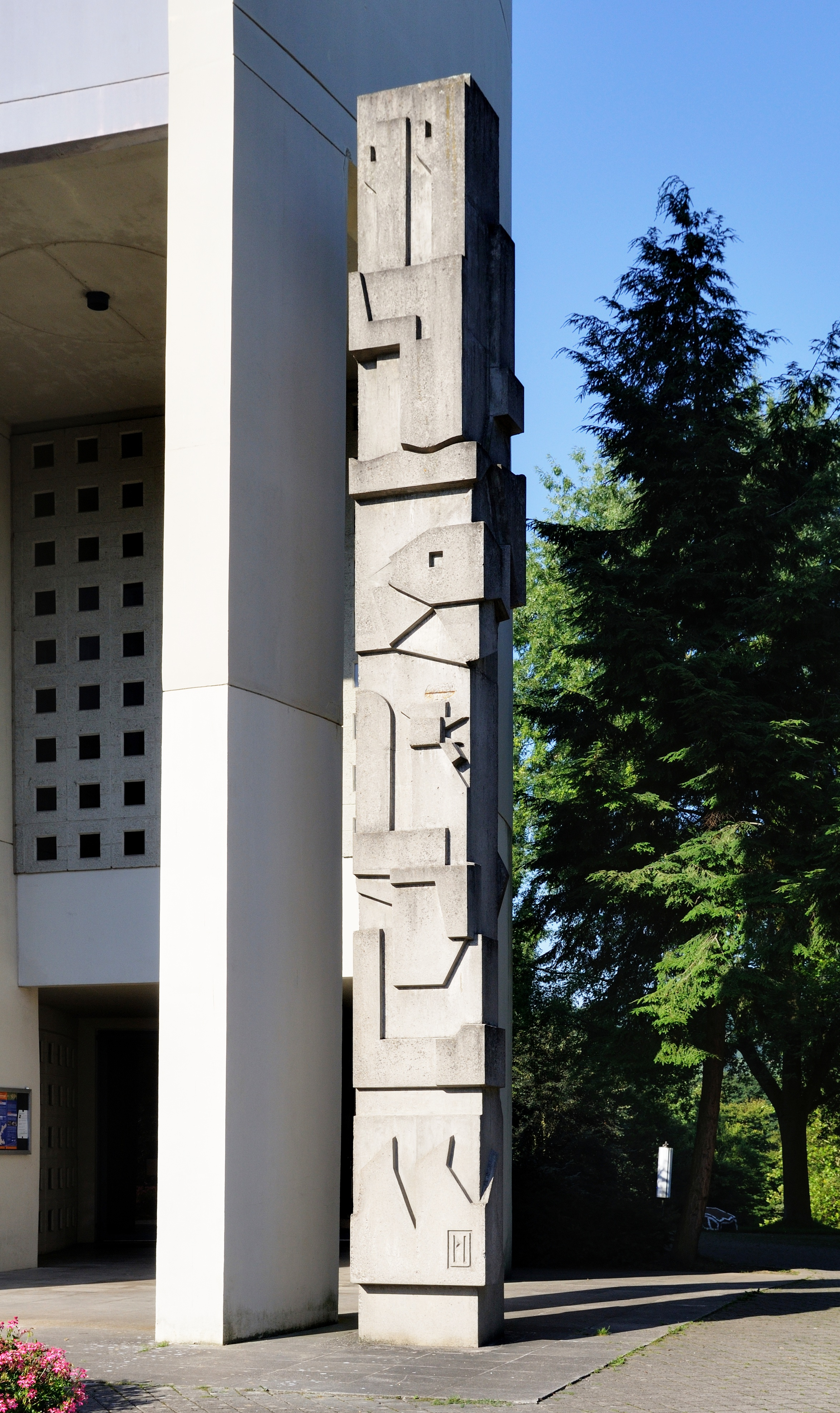
Petrus-Stele von Ibenthaler vor St. Peter in Lörrach

Der 1920 in Lörrach geborene Paul Ibenthaler begann 1934 eine Ausbildung als Installateur. Im Jahr 1937 besuchte er in München die Eröffnung der nationalsozialistischen Großen Deutschen Kunstausstellung im Haus der deutschen Kunst in München, die ihn beeinflusste. Einerseits sah er dort Werke, die kulturpolitisch konform mit der nationalsozialistischen Gesinnung waren, andererseits gab es in den Hofgartenarkaden eine Ausstellung mit "entarteter" Kunst, so dass er zwei Kunstrichtungen direkt miteinander vergleichen konnte.
1939 wurde er zum Militärdienst eingezogen und war ab 1940 in Vélizy-Villacoublay stationiert. Dort konnte er sich im Rahmen eines Soldatenbetreuungsprogrammes der deutschen Besatzungsmacht an der Académie de la Grande Chaumière mit der zeitgenössischen französischen Kunst auseinandersetzen. Nach der Rückkehr aus der amerikanischen Kriegsgefangenschaft 1945 ließ er sich in Lörrach nieder, wo er 1947 bei der ersten Kunstausstellung nach dem Krieg mitwirkte. 1960 verstarb seine erste Frau Sascha. Von 1962 bis 1980 unterrichtete er Kunst an den Gymnasien in Rheinfelden und Grenzach-Wyhlen. 1974 zog er mit seiner zweiten Frau Regina, die 2006 verstarb, nach Rheinfelden-Eichsel.
Im Laufe seines Lebens schuf Paul Ibenthaler mehr als 4000 Gemälde und Skulpturen, die er zusammen mit seiner Frau katalogisiert hat. Unter den Techniken dominierte die Öl- und Temperamalerei, aber auch Aquarellfarben, Kohle und Tuschezeichnungen nutzte er. Paul Ibenthaler wird als bedeutender Vertreter des expressiven Realismus betrachtet.

## Ehrungen
- 1955: ars viva[5]

## Stiftung und Museum
Seit April 2009 hat die Stiftung ihren Sitz in der Lörracher Baumgartnerstraße 16. Das Haus wurde von der Stiftung gekauft und dient auch zur Ausstellung seiner Werke. Über 130 Werke befinden sich auch in der Kunstsammlung „Südbadische Malerei“ des Dreiländermuseums.

## Rezeption
Zum 100. Geburtstag wurde Ibenthaler, beginnend am 17. Januar 2020, in einem Kooperationsprojekt in drei Ausstellungen gewürdigt, zu denen ein gemeinsamer Katalog erschien: eine Retrospektive im Dreiländermuseum, Landschaftsdarstellungen aus dem Markgräflerland im Markgräfler Museum Müllheim und wichtige Lebensstationen im Paul-Ibenthaler-Haus. Die Sonderausstellung im Dreiländermuseum war bis zum 8. März 2020 zu sehen, die beiden anderen Ausstellungen mussten wegen der Corona-Pandemie später im März vorübergehend geschlossen werden. Die ursprünglich bis zum 18. April angesetzte Ausstellung im Markgräfler Museum konnte deshalb bis zum 12. Juli 2020 verlängert werden. Das Paul-Ibenthaler-Haus präsentierte seine Ausstellung bis zum 18. September 2020.

## Schriften (Auswahl)
- Karl Friedrich Rieber, Gründer des Motettenchor Lörrach. In: Unser Lörrach, eine Grenzstadt im Spiegel der Zeit. Lörrach-Tumringen, Kropf & Herz, Bd. 4, 1973, S. 193–195
- Kultur der Nachkriegszeit in Lörrach aus der Sicht eines Beteiligten. In: Das Markgräflerland, Band 2/1995, S. 38–46 online.
- Bilder und Bildwerke. Schopfheim 1991
- Erinnerungen. Kritische Betrachtungen. Sentenzen. Rheinfelden/Eichsel, Uehlin Druck- und Papierhaus, 1997
- Adolf Riedlin. In: Unser Lörrach, eine Grenzstadt im Spiegel der Zeit. Lörracher Chronik 1970, S. 13 ff. Lörrach-Tumringen, Kropf & Herz 1970